# Ernst Hartwig

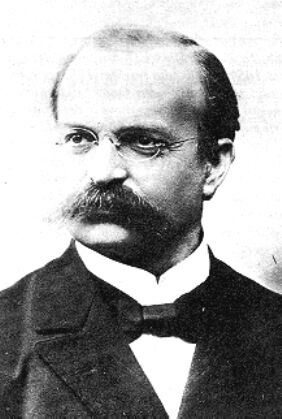
Carl Ernst Albrecht Hartwig

Carl Ernst Albrecht Hartwig (n. 14 ianuarie 1851 în Frankfurt – d. 3 mai 1923) a fost un astronom german.
El a descoperit o nouă stea în M31 (Andromeda Nebula) pe 20 august 1885. Acest obiect a fost catalogat ca Supernova S Andromedae. În timpul campaniei de observații la Observatorul din Strasbourg din 1883 a cometei 6P/d'Arrest a descoperit cinci obiecte NGC.
În 1874 a devenit asistent la Observatorul din Strassburg, iar în 1884 era astronom la  Observatorul Dorpat (Tartu). În 1887 era director al Observatorului din Bamberg.
Cratere de pe Lună și de pe Marte au fost numite în onoarea lui. 

### Necrolog
- AN 219 (1923) 185/186 de